# Why Am I the One
Why Am I the One è un singolo del gruppo musicale indie pop statunitense Fun. estratto dal secondo album del gruppo, Some Nights. È stato pubblicato il 26 febbraio 2013 dall'etichetta discografica Fueled by Ramen.